# Ehrenfriedhof Oderbrück

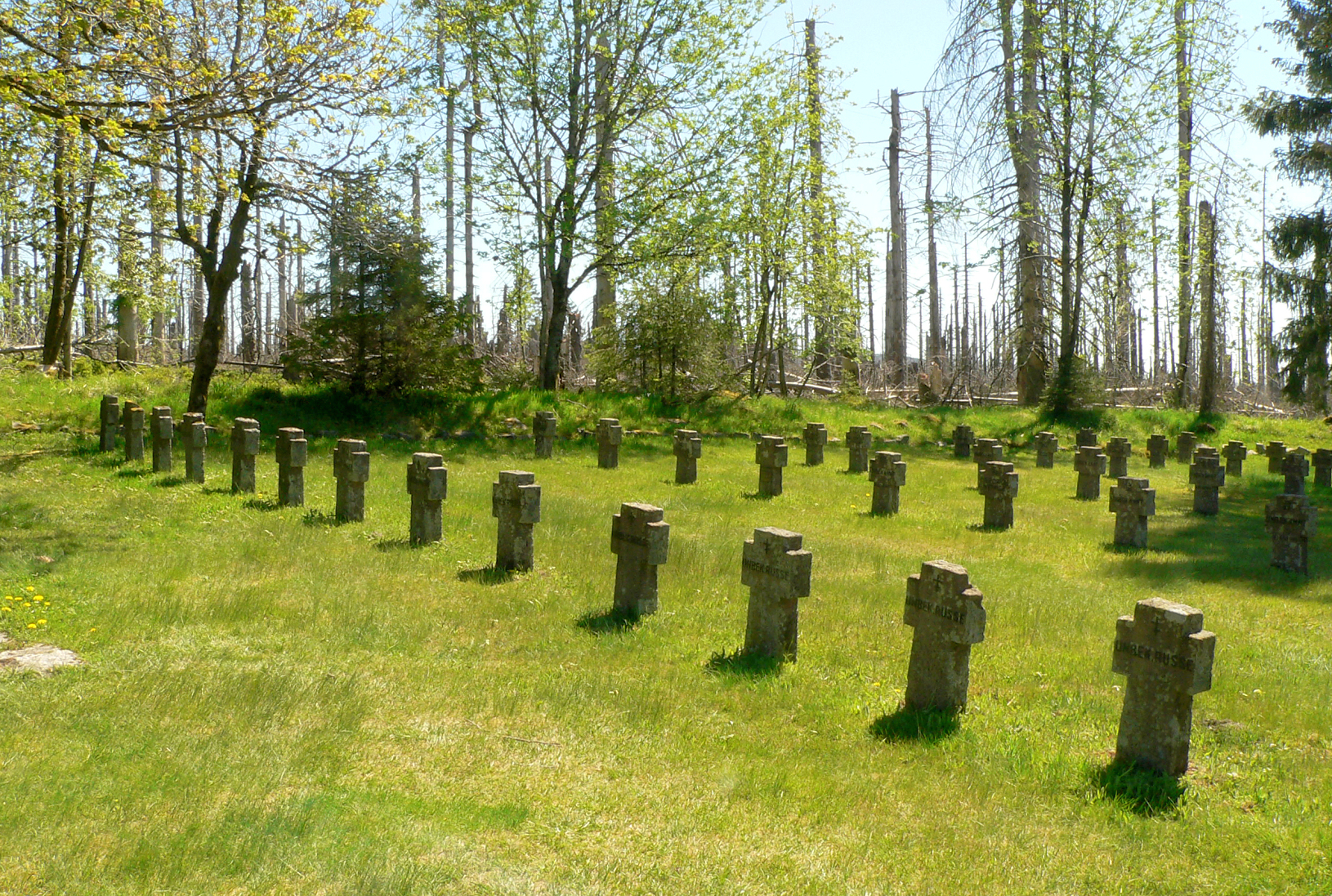
Ehrenfriedhof Oderbrück

Der Ehrenfriedhof Oderbrück ist ein Soldatenfriedhof an der B4 zwischen Braunlage und Bad Harzburg in unmittelbarer Nähe des Brocken im Oberharz. Es handelt sich um die höchstgelegene Kriegsgräberstätte im Land Niedersachsen.

## Lage

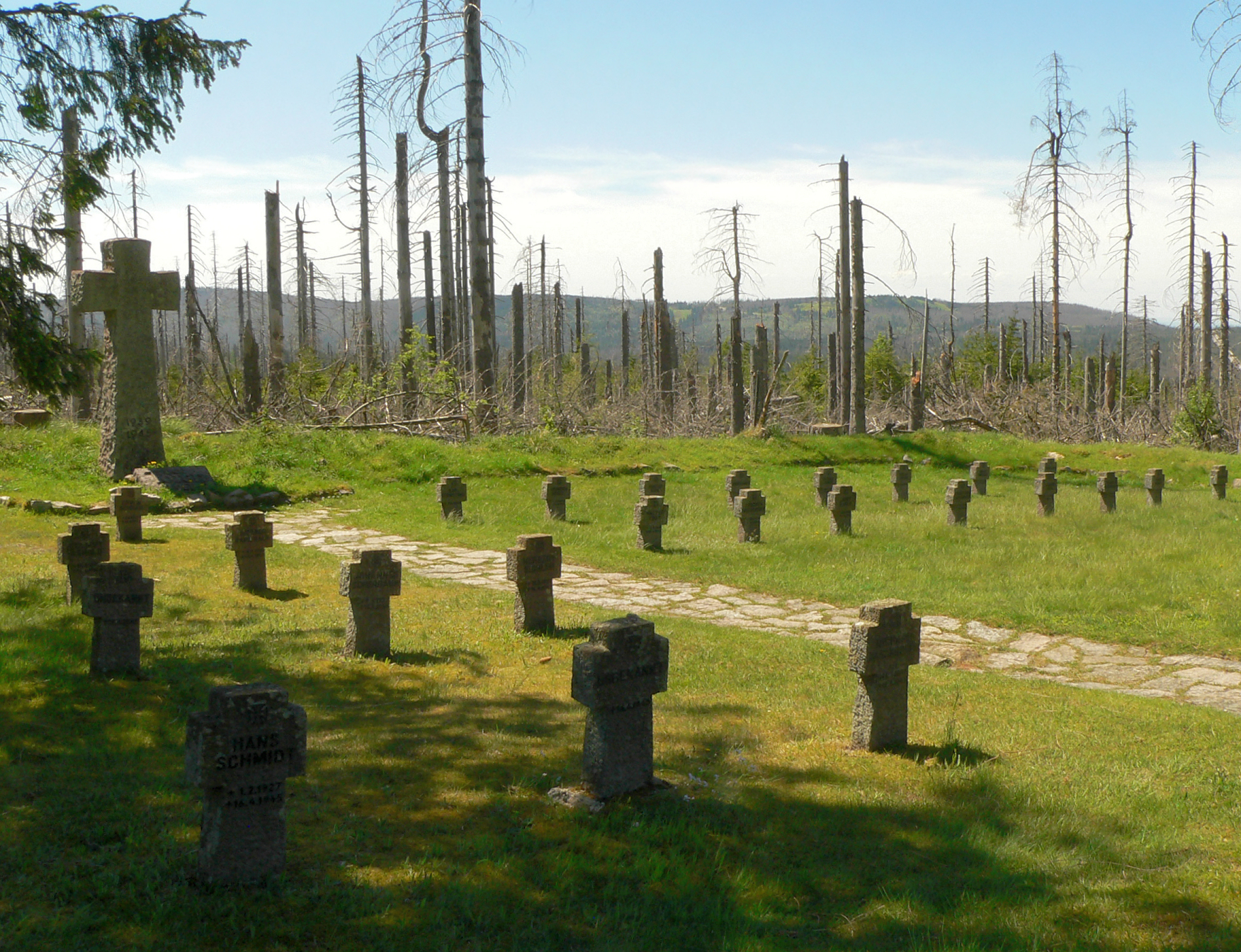
Hauptweg mit Steinkreuz

Dem Friedhof befindet sich etwa einen Kilometer nördlich von Oderbrück auf etwa 850 m Höhe an einem vielbegangenen Wanderweg, der über den Dreieckigen Pfahl zum Brocken führt. Die Gräberstätte liegt etwa 350 m östlich der B4 auf einer Waldlichtung. Rechts des Eingangs steht ein Gedenkstein mit einer Tafel und der Aufschrift:

„Hier ruhen 99 deutsche Soldaten die im April 1945 bei den Kämpfen im Harz gefallen sind und 14 russische Soldaten die als Kriegsgefangene in Transporten ums Leben kamen.“

Man betritt den Ehrenfriedhof durch ein etwa hüfthohes eisernes Tor, auf dessen rechtem steinernen Pfosten die Jahreszahlen 1939 und 1945 aufgebracht sind. Ein Weg aus groben Steinplatten führt durch die Grabreihen auf ein hohes Steinkreuz zu, auf dem ebenfalls diese Jahreszahlen – die Dauer des Zweiten Weltkrieges – zu sehen sind. Eine Metallplatte vor dem Kreuz trägt die Aufschrift: „Den Toten im Osten“.

## Grabstätte

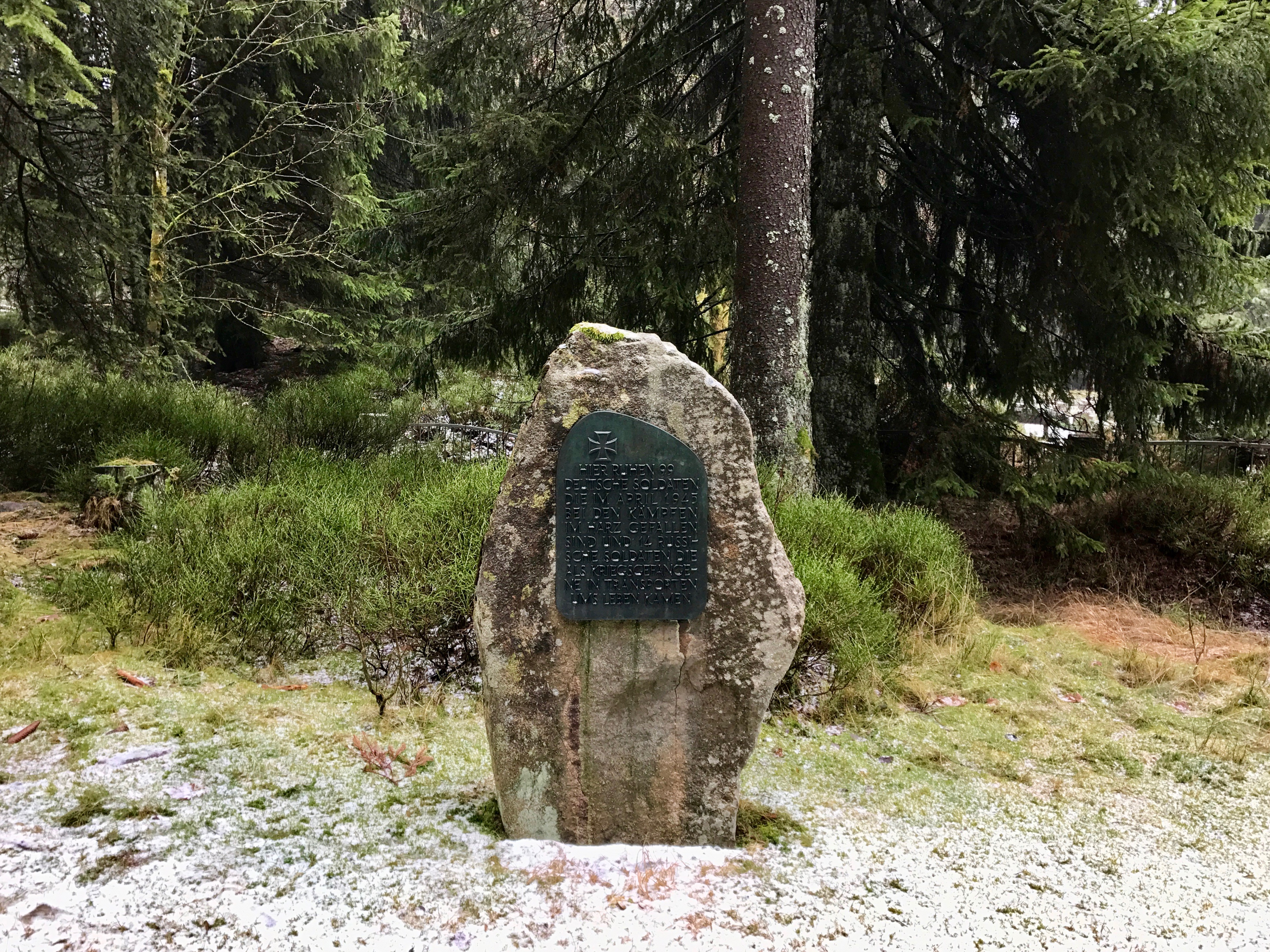
Gedenkstein am Eingang

Der Friedhof wurde im Juli 1946 von Mitarbeitern des Forstamtes Sankt Andreasberg mit Hilfe eines örtlichen Bestattungsinstitutes eingerichtet. Am 28. September desselben Jahres wurde der Friedhof eingeweiht. Zunächst befanden sich auf dem Gelände 113 Gräber, von denen einige in Folge der Initiative des Volksbundes Deutsche Kriegsgräberfürsorge im Sommer 1965 geöffnet wurden, um die Bestatteten zu identifizieren. Nach erfolgreicher Identifizierung wurden dann einige der Gefallenen auf Wunsch ihrer Angehörigen umgebettet. Aus diesem Grunde weicht die tatsächliche Anzahl der Gräber von der Angabe auf dem Gedenkstein am Eingang ab.
Auf dem Ehrenfriedhof Oderbrück sind in 90 Gräbern Angehörige der Wehrmacht, der Hitlerjugend, des Volkssturms, und der Waffen-SS beigesetzt. Zudem gibt es 14 Gräber für unbekannte sowjetische Kriegsgefangene, die aus einem nahen Lager stammten oder auf einem sogenannten Evakuierungsmarsch aus dem KZ Mittelbau-Dora getötet wurden. Im Angedenken an die Opfer findet jährlich eine Gedenkstunde auf dem Ehrenfriedhof statt, die vom örtlichen Reservistenverband ausgerichtet wird.
Im Rahmen eines Schülerprojektes ließ der Volksbund Deutsche Kriegsgräberfürsorge eine Informationstafel an der Westseite des  Geländes errichten. Verschiedene Organisationen und Behörden waren bisher mit der Betreuung der Kriegsgräberstätte befasst, hierzu gehören das Jugendrotkreuz Braunlage, die Forstämter Sankt Andreasberg und Clausthal-Zellerfeld, die Försterei Achtermannshöhe, den Fliegerhorst Goslar und das Jugendwaldheim Brunnenbachsmühle im Nationalpark Harz.